# Hüttner Csaba
Hüttner Csaba (Budapest, 1971. január 20. –) négyszeres világbajnok, Európa-bajnok magyar kenus. 2016-tól a magyar válogatott szövetségi kapitánya.

## Pályafutása
1984-ben, tizenhárom évesen kezdett el sportolni. Fiatalkorában edzéseit Parti Zoltán irányította. 1991-ben a Csepelhez igazolt. A klubnál edzője Ludasi Róbert lett, aki a Kolonics György–Horváth Csaba párost is sikerre vitte.
Hüttner Csaba igazi „csapatember”, ugyanis legjelentősebb sikereit csapatversenyekben érte el. A 2001-es világversenyeket megelőző válogatókon Fürdök Gáborral –, aki Hüttner Csaba állandó társa – sikerült legyőzniük a 2000. évi nyári olimpiai játékok aranyérmesét, a Pulai Imre–Novák Ferenc párost, így ők mehettek el a világ- és Európa-bajnokságra.
A kajak-kenu világbajnokságokon öt érmet nyert; ezek közül négy arannyal (1997: C-4 500 m; 1998: C-4 500 m; C-4 1000 m; 2003: C-4 1000 m), valamint egy ezüsttel (1995, C-4 1000 m) büszkélkedhet. A 2001-es világbajnokságon negyedik lett C-2 1000 m versenyszámban.
Egyszer nyert Európa-bajnokságot 1997-ben, C-4 500 m versenyszámban. Egyszer ezüstérmes lett (1997, C-4 1000 m), és egyszer bronzérmes (2000, C-4 500 m).
2008 és 2009 között az MTK szakosztályvezetője, 2009-től 2013-ig utánpótlás szövetségi kapitány volt.
2013-ban a szövetségi kapitányi poszt megszűnt. Hüttner a továbbiakban az utánpótlás válogatott vezetőedzőjeként látja el korábbi feladatait. 2016-ban felnőtt szövetségi kapitánynak nevezték ki. 2021 szeptemberében 2024-ig meghosszabbították a kapitányi kinevezését. 2025 áprilisában kinevezték szlovák szövetségi kapitánynak.
Az Eurosport kajak-kenu közvetítéseinek szakkommentátora volt.

## Díjai, elismerései
- Mesteredző (2023)[7]
- A Magyar Érdemrend tisztikeresztje (polgári tagozat) (2024)[8]